# Glistrup (dokumentarfilm)
 For alternative betydninger, se Glistrup. (Se også artikler, som begynder med Glistrup)
Glistrup er en dansk portrætfilm fra 2001 instrueret af Flemming Lyngse.

## Handling
Mogens Glistrup gjorde sin entré i det danske mediebillede i 1971, da han i tv gav udtryk for, at det var asocialt at betale indkomstskat. Selv havde den succesrige landsretssagfører en trækprocent på nul. Det kunne alle danskere få, hævdede han. Året efter stiftede han Fremskridtspartiet og gik til kamp mod bureaukrati og "papirnusseri". Efter en periode med markant vælgeropbakning gik det ned ad bakke, og i 1990 blev Glistrup ekskluderet fra sit eget parti.
Medierne befolkes af aktører, der fremtræder som summen af et image og nogle redigerede udtalelser. Men bag enhver offentlig facade findes et menneske. Instruktøren Flemming Lyngse flyttede i to uger ind hos den 74-årige Mogens Glistrup og hans hustru gennem halvtreds år, Lene.